# BARIBARI LGYankees
『BARIBARI LGYankees』（バリバリ・エルジーヤンキース）は、日本のヒップホップユニット・LGYankeesが2011年2月16日にハドソン・ミュージックエンタテインメントから発売したメジャー3枚目（通算4枚目）のオリジナルアルバムである。

## 概要
- 前作『MADE IN LGYankees』から1年5ヶ月ぶりとなるアルバム。RYOが脱退後初となる作品である。
- 通常盤と初回盤があり、初回盤はLuxuary&豪華なホログラム＆ゴールドジャケット仕様＋リード曲3曲のPVを収録したDVDが付いている。

## 収録曲
1. Intro
作曲：DJ No.2
今作のイントロ。
2. BARIBARIST
作詞：LGYankees
作曲：DJ No.2
3. Brothership feat. GIO,DATE
作詞：HIRO、GIO、DATE
作曲：HIRO
4. 男歌
作詞・作曲：HIRO
5. ウェディングロード feat. Noa
作詞：HIRO、Noa
作曲：HIRO
6. STEP BY STEP feat. 山猿
作詞：HIRO、山猿
作曲：DJ No.2
7. キミノカケラ feat. SO-TA
作詞：DJ No.2、SO-TA
作曲：DJ No.2
8. C-嬢 feat. TAKA from Clef
作詞・作曲：HIRO
9. BARIBARIDDIM feat. PURPLE REVEL,GIO,DATE
作詞：HIRO、PURPLE REVEL、GIO、DATE
作曲：DJ No.2
10. ff (フォルティシモ)
作詞：松尾由紀夫
作曲：蓑輪単志
編曲：DJ No.2
LGYankees×大友康平名義による楽曲。
11. セツナ feat. ShaNa
作詞：HIRO、ShaNa
作曲：HIRO
12. 春風 feat. 渡辺美里
作詞・作曲：HIRO、KENNY
13. 夕暮れ feat. YOSH from 軍鶏
作詞：LGYankees
作曲：DJ No.2
14. マジありがとう feat. 吉見一星
作詞：HIRO、吉見一星
作曲：HIRO
15. Outro
作詞・作曲：DJ No.2
今作のアウトロ。
16. Only Holy Story
作詞：SHIGEO、azumi、kj、ILMARI
作曲：Steady&Co.
編曲：HIRO
LGYankees×LGMonkees×Noa名義による、今作のボーナストラック。Steady&Co.の「Only Holy Story」（アルバム『CHAMBERS』収録）をリアレンジカバー。

### DVD
PV、初回限定盤のみ
1. ウェディングロード feat. Noa
2. マジありがとう feat. 吉見一星
3. Only Holy Story(Short Version) / LGYankees×LGMonkees×Noa

## 参加ミュージシャン
LGYankees
- HIRO：MC
- DJ No.2：Manipulate & Guitar & Piano

Additional Musician
- KENNY：Manipulate
- 佐々木"コジロー"貴之：Manipulate
- Hiroumi：Guitar & Piano
- DJ大樹：Guitar & Piano

## タイアップ
C-嬢 feat. TAKA from Clef
TBS系テレビ「ランク王国」2・3月度オープニングテーマ
マジありがとう feat.吉見一星
テレビ東京系「ゴッドタン」2・3月度エンディングテーマ